# Lac McDonald
Pour les articles homonymes, voir McDonald.
Le Lac McDonald est un lac du parc national de Glacier dans le comté de Flathead dans l'État du Montana aux États-Unis. 
Le lac fait environ 16 km de long pour 1,6 km de largeur, ce qui en fait le plus grand du parc. Il se situe à l’ouest du Continental Divide et la route Going-to-the-Sun Road le longe à son sud,,.
Le lac abrite de nombreuses espèces de truites bien que le lac ne soit pas riche en nourriture pour celles-ci. Les Grizzlis, les ours noirs, les élans, et les cerfs hémiones sont parfois visibles le long de ses rives. Le lac est par ailleurs entouré d’une forêt dense de conifères composée d'épicéas, de sapins et de mélèzes. 
À l'extrême ouest du lac McDonald se trouve Apgar, une localité abritant une maison du tourisme, quelques logements et des locations de canoë. Le Lake McDonald Lodge est le plus important centre d’hébergement à proximité du lac. Il est situé à environ 8 km à l’est de celui-ci le long de la Going-to-the-Sun Road.
À côté du lac se trouve aussi le District historique d'Upper Lake McDonald Ranger Station.